# Ahmed Chafik
Ahmed Chafik (arabe : أحمد شفيق), né le 25 novembre 1941 au Caire, est un général d’aviation et homme d'État égyptien, Premier ministre du 31 janvier au 3 mars 2011.

## Biographie

### Carrière militaire
Il suit le parcours typique des hommes de pouvoir du régime militaire égyptien de 1952 à nos jours. Après une école de guerre, il participe à la guerre du Kippour sous les ordres d’Hosni Moubarak. Après une longue carrière, il accède en 1996 au poste de chef d’état-major de l’armée de l’air égyptienne. 

### Carrière politique
En 2002, il est nommé ministre de l’Aviation dans le gouvernement Ahmed Nazif : c’est sous son autorité que EgyptAir est restructurée et que de nouveaux terminaux aériens sont construits à l’aéroport international du Caire ainsi qu’à Charm el-Cheikh.
Pressenti pour être Premier ministre et relativement populaire, il n'est cependant pas choisi par Hosni Moubarak pour ce poste.
Au début de la révolution égyptienne de 2011, il est nommé Premier ministre après six jours de manifestations, dans une tentative d’apaiser l’opposition et les manifestants tout en rassurant l’allié américain, l’armée et le Parti national démocratique,. Mais étant lui-même membre du sérail militaire, cette tentative ne réussit pas puisque le président Hosni Moubarak doit démissionner quinze jours plus tard.
L'occupation de la place Tahrir cesse et les activités du pays reprennent lentement avec notamment l'ouverture des écoles le 26 février, mais les universités sont encore fermées, le tourisme reste sinistré et les grèves sectorielles se multiplient. Malgré le début de la révision de la Constitution, les inculpations de quelques policiers et hommes politiques, la pression des manifestants, à travers internet et les manifestations du vendredi place Tahrir, reste forte. On reproche à Ahmed Chafik d'avoir été nommé par Moubarak et d'être, avec de nombreux membres de son gouvernement, recomposé trois fois (Ahmed Aboul Gheit, les ministres de l'Intérieur Habib el-Adli puis Mahmoud Wagdi, ou celui de la Justice, Mamdouh Marei), un représentant de l'ancien système. Son gouvernement n'est pas le gouvernement de coalition attendu. Le 3 mars 2011, à la veille d'une manifestation du vendredi dirigée contre son gouvernement, il présente sa démission après un communiqué de l'Armée, et est remplacé par Essam Charaf.
En décembre 2011, il annonce sa candidature à l'élection présidentielle de 2012. Durant la campagne, présenté par El Baradei comme le candidat du Conseil suprême des forces armées et interrogé par des journalistes de la BBC sur ses rapports avec Moubarak et le maréchal Mohammed Hussein Tantaoui, il préfère confisquer l'enregistrement des journalistes. Dans un premier temps, la commission électorale lui interdit de participer au scrutin en vertu de la loi qui interdit aux cadres de l'époque Moubarak de se présenter. La commission revient sur sa décision. Il parvient à se qualifier pour le second tour et recueille 48,27 % des voix face à Mohamed Morsi.
Le 28 novembre 2017, il se déclare candidat à l'élection présidentielle égyptienne de 2018 et affirme avoir été empêché de quitter les Émirats. De retour en Égypte le 2 décembre après avoir été expulsé par les Émirats arabes unis, il y renonce subitement le 5 décembre. Le 7 janvier 2018, il réitère de nouveau sur Twitter cette décision. Selon le New York Times, il aurait retiré sa candidature à la suite de pressions relatives à la réouverture d'anciennes affaires de corruption à son encontre.